# Молдова (стадион)
Молдова (рум. Stadionul Moldova) — многофункциональный стадион в селе Спея (Молдавия), третий по вместимости в Республике Молдова. Домашний стадион клуба Дачия.
Стадион открыт в 1987 году. В 2005—2006 гг. перестроен и приобрёл современный вид. Максимальная вместимость — 8550 зрителей, в том числе, 3300 кресел.